# Szczotka (elektrotechnika)

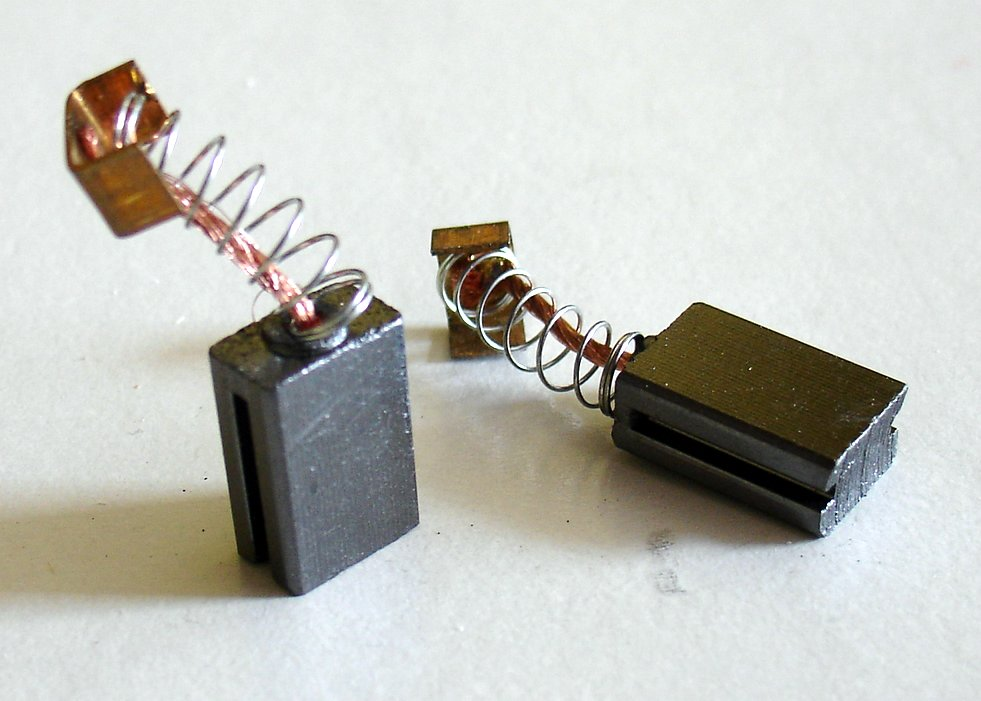
Para szczotek węglowych

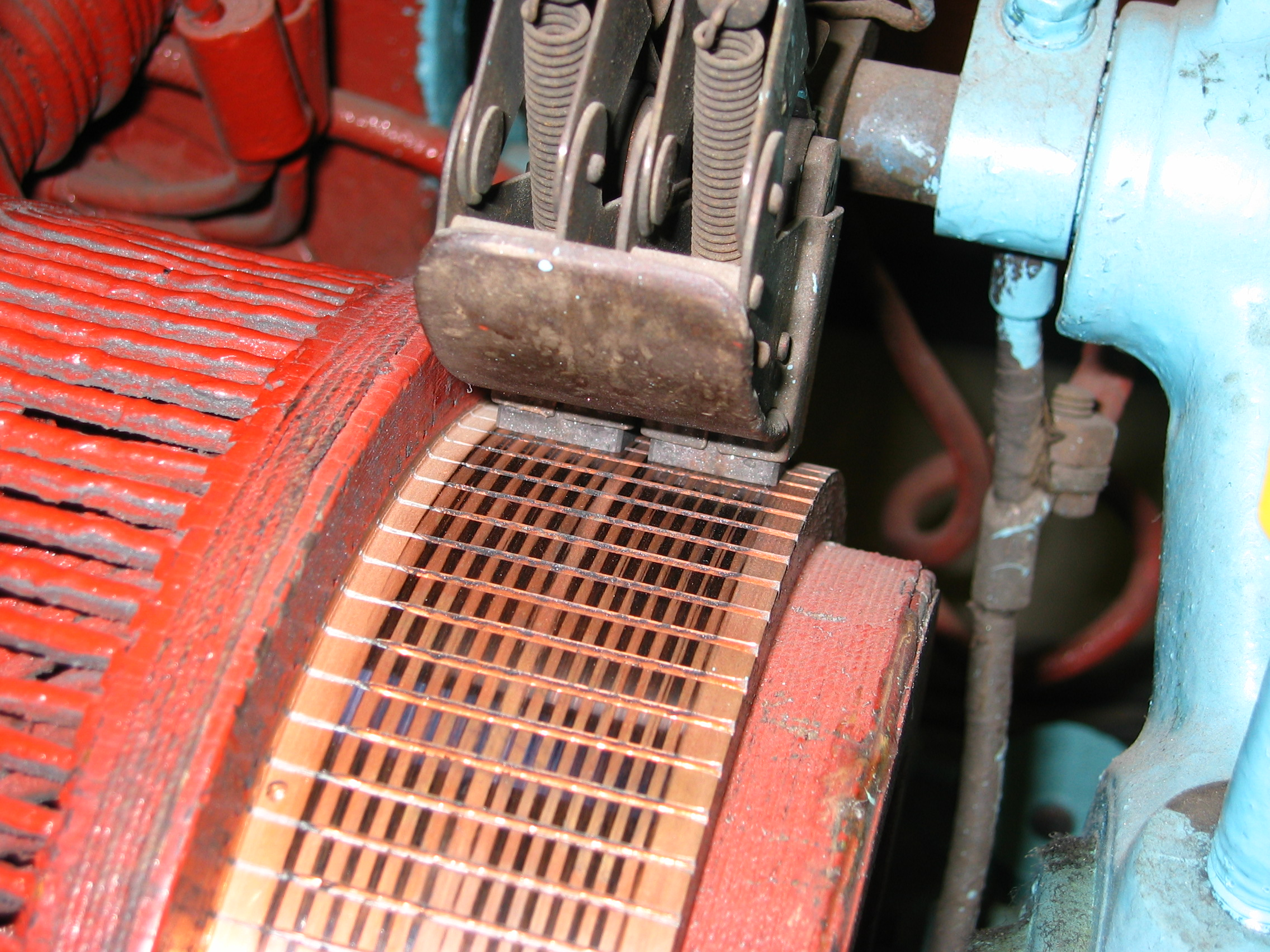
Komutator silnika elektrycznego i przylegające do niego szczotki

Szczotka – specjalny rodzaj kontaktu elektrycznego pomiędzy co najmniej dwiema ruchomymi częściami. Zazwyczaj szczotki współpracują z komutatorem lub pierścieniami ślizgowymi. Spotyka się jednak również inne rodzaje kontaktów, jak to ma miejsce np. w autotransformatorze lub potencjometrze drutowym, gdzie szczotka jest przesuwana bezpośrednio po uzwojeniu.

## Konstrukcja szczotek
W zależności od rodzaju kontaktu i wymagań konstrukcyjnych szczotka może być wykonana ze stopu metali (np. z dużą zawartością miedzi w celu uzyskania niewielkiej rezystancji) lub odpowiednio spreparowanego grafitu odpornego na ścieranie.
Szczotki wymagają stałego docisku, którego siła jest z góry określona dla konkretnego rozwiązania konstrukcyjnego. Zbyt słaby docisk skutkuje nadmiernym iskrzeniem (spowodowanym łukiem elektrycznym) i przyspieszonym wypalaniem miejsca kontaktu. Zbyt silny docisk powoduje zwiększone straty mocy na tarcie mechaniczne oraz szybsze ścieranie kontaktów.
Docisk jest zazwyczaj zapewniony przez użycie odpowiednio zaprojektowanych sprężyn (zobacz zdjęcie). W miarę użytkowania urządzenia następuje ścieranie szczotek, które są ciągle dociskane do miejsca kontaktu. Zachodzi więc konieczność elastycznego połączenia elektrycznego pomiędzy samą szczotką oraz resztą układu doprowadzającego lub odprowadzającego prąd elektryczny. W tym celu zazwyczaj stosuje się splecioną linkę miedzianą umożliwiającą swobodne przesuwanie szczotek (zobacz zdjęcie).
W niektórych rozwiązaniach jak np. autotransformator lub potencjometr drutowy występuje stosunkowo niewielka prędkość przesuwu szczotki, wobec czego zużycie samej szczotki jest praktycznie zaniedbywalne. Dlatego też, szczotki takie mogą być na stałe przymocowane do sprężynującego elementu i nie muszą być konstrukcyjnie przystosowane do częstej wymiany.

## Zużywanie się szczotek
W miarę pracy urządzenia następuje miarowe zużywanie się szczotek, które co jakiś czas muszą być zamieniane na nowe. W przypadku współpracy z komutatorem również i jego powierzchnia powinna zostać poddana regularnej konserwacji w celu zniwelowania efektów mechanicznego ścierania i wypalania łukiem elektrycznym.

## Wady szczotek
W najnowszych rozwiązaniach urządzeń elektrycznych dąży się do eliminacji użycia szczotek z uwagi na występujące straty mechaniczne wynikające z tarcia i straty elektryczne wynikający ze znacznego oporu elektrycznego (do kilku omów) ruchomego kontaktu oraz iskrzenia. Przykładem jest np. bezszczotkowy silnik elektryczny, gdzie komutacja osiągnięta jest przy użyciu odpowiednich elementów elektronicznych zamiast mechaniczno-elektrycznych. Niemniej jednak, szczotki są stosunkowo powszechnie stosowane, szczególnie w silnikach szeregowych w urządzeniach gospodarstwa domowego (odkurzacz, młynek do kawy, wiertarka małej mocy, itp.)